# Водокачка (Костромская область)
Водока́чка — упразднённая деревня в Ореховском сельском поселении Галичского района Костромской области России. Исключена из учётных данных в 2024 году.

## История
Согласно Списку населенных мест Костромской губернии в 1907 году населённый пункт с названием водокачка для станции Розсолово относился к Котельской волости Галичского уезда Костромской губернии. По сведениям волостного правления за 1907 год в нём числилось 2 жителей.
До муниципальной реформы 2010 года деревня также входила в состав Ореховского сельского поселения.

## Население
| 2008 | 2010 | 2012 | 2014 |
| ---- | ---- | ---- | ---- |
| 0    | →0   | →0   | →0   |